# Instrumentation (science)
Pour les articles homonymes, voir Instrumentation.
 (décembre 2019).
Si vous disposez d'ouvrages ou d'articles de référence ou si vous connaissez des sites web de qualité traitant du thème abordé ici, merci de compléter l'article en donnant les références utiles à sa vérifiabilité et en les liant à la section « Notes et références ».
En sciences, l’instrumentation est une technique de mise en œuvre d’instruments de mesure, d’actionneurs, de capteurs, de régulateurs, en vue de créer un système d'acquisition de données ou de commande.

## Généralités
L'instrumentation est utilisée dans divers domaines et secteurs d'activités (industrie, recherche et développement, universités, etc.). Elle va par exemple permettre :
- d'automatiser ;
- de faire des tests sur des produits (exemple : crash test) ;
- d'observer des phénomènes (travaux pratiques dans l'éducation) ;
- de simuler des vieillissements pour repérer l'usure (tests répétitifs) ;
- de faire des contrôles qualité (sur des chaînes de production) ;
- d'alerter ou de surveiller.

La chaîne d'instrumentation se constitue de la manière suivante :
Grandeur physique → Capteur → Conditionnement et Traitement du signal → Exploitation.

## Capteurs
Le capteur va transformer une grandeur physique en signal (le plus souvent électrique) exploitable. On distingue deux grandes familles de capteurs : passifs et actifs. Selon la famille, le conditionnement va être différent.

## Conditionneur
Le conditionneur va devoir convertir la grandeur électrique en sortie du capteur en une tension dont l'amplitude ou la fréquence reflète l'évolution temporelle de la grandeur physique. Cependant, on devra aussi compenser l'effet des grandeurs influentes (exemple : tenir compte du champ magnétique terrestre pour un magnétomètre).
Enfin, il faudra mettre à niveau et filtrer le signal pour pouvoir l'exploiter (exemple : filtre anti-repliement avant un convertisseur analogique-numérique).
La mise en œuvre du conditionneur fait largement appel à l'électronique analogique.

### Après un capteur passif
Si le capteur est résistif (la grandeur physique fait évoluer une valeur de résistance), on pourra utiliser un pont de résistances. Si le capteur est réactif (la grandeur physique fait évoluer une valeur d'impédance), on pourra avoir recours à un montage potentiométrique ou un oscillateur.

### Après un capteur actif
Il faudra généralement amplifier le signal avec un amplificateur simple ou un amplificateur d'instrumentation selon les cas.

## Exploitation
Enfin, il faut concevoir le système qui va rendre utile le signal. Ce sera souvent un ordinateur avec une carte d'acquisition. On pourra alors créer un instrument virtuel (avec LabVIEW par exemple) qui pourra afficher la grandeur et l'enregistrer sur le disque. Ce peut être aussi un affichage à DEL ou à aiguille (analogique).
Par ailleurs, il existe également un moyen d'étalonner le capteur via le logiciel de traitement des données (type LabVIEW) par le biais de commandes informatiques envoyées dans le langage de l'instrument de mesure (en général du BASIC, mais certains constructeurs développent de plus en plus leur propre langage de communication avec leurs instruments), et ce après chaque mesure, garantissant ainsi une précision plus importante.

## Note
- Dans le cadre de l'automatique, un signal peut être traité et ensuite être réinjecté dans le système : c'est la contre-réaction.